# 順暁
順暁（じゅんぎょう、生没年不詳）は、中国唐代の密教の僧。

## 略歴
善無畏の弟子義林に師事し、泰山霊厳寺に住した。その後鎮国大徳阿闍梨・内供奉に任じられ、現在の浙江省にあった龍興寺に移った。この間、一行・不空からも密教を学んだという。805年鏡湖東方の峰山道場で日本天台宗の祖最澄に灌頂を授けている。そのときの付法書が「叡山大師伝」「顕戒論縁起」に載せられている。
なお、この当時の中国における真言密教は、恵果が主系であったとされ、その第一の後継者が空海である。そのため最澄は自身が順暁より受けた密教の灌頂は傍系であることを知ると、空海に礼を尽して弟子入りして灌頂を受けたことは有名な逸話である。